# La Trochita
La Trochita (en français : La petite voie étroite, « trocha » signifiant « écartement » en espagnol d'Argentine) appelée officiellement Viejo Expreso Patagónico est une ligne de chemin de fer à voie étroite et à vapeur située en Argentine, dans la province de Chubut, région de Patagonie. Il s'agit d'une ligne commerciale reconvertie en ligne touristique.

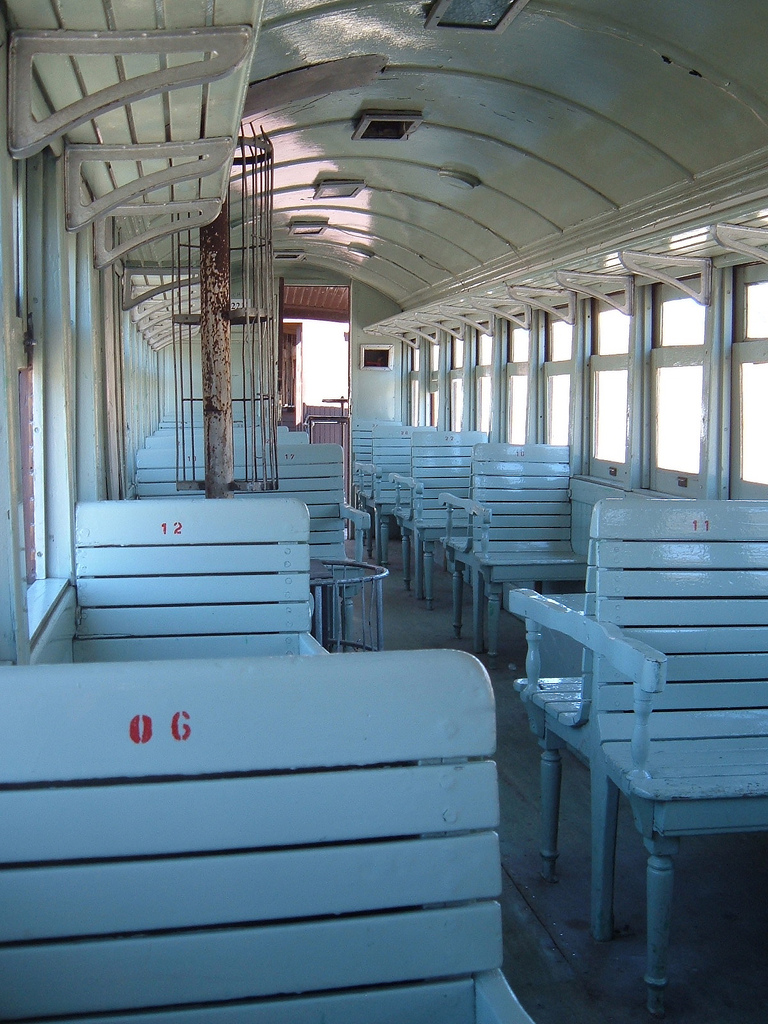

## Description générale
Elle faisait partie du Chemin de fer General Roca, l'un des six grands réseaux de voies ferrées composant le très étendu réseau ferroviaire argentin totalement démantelé à ce jour à la suite de la libéralisation économique de l'ex-président Carlos Menem. Parmi les lignes du chemin de fer Roca existait et existe toujours une ligne ayant un écartement des rails très étroit ou économique de 750 millimètres, qui relie les localités de Ingeniero Jacobacci, dans la province de Río Negro, et d'Esquel, dans la province de Chubut. Sur ses rails circulent les locomotives à vapeur originales qui furent acquises pour desservir ce trajet dans les premières années de la décennie 1920.
Connue localement et historiquement sous le nom de La Trochita, mais officiellement et internationalement sous celui de Viejo Expreso Patagónico (ou Vieil Express de Patagonie), cette branche de l'ex-réseau Roca constitue une importante attraction touristique, car elle est l'une des très rares du genre et peut-être la seule; de plus son singulier trajet au pied des Andes et la multitude de paysages que l'on peut observer grâce à elle lui ont donné un éclat internationalement connu.
En raison de son importance touristique et du profond attachement dont elle bénéficie au sein de la population locale, elle fut un des rares services qui survécurent à la tourmente de Carlos Saúl Menem, lorsqu'il décida de dissoudre la grande entité de Ferrocarriles Argentinos (Chemins de fer argentins, équivalent de la SNCF en France, de la SNCB en Belgique ou des CFF en Suisse), propriétaire et opératrice jusqu'alors de tout le réseau argentin.

## Liste des gares
| Province  | Gares                  | Kilomètres | Coordonnées          |
| --------- | ---------------------- | ---------- | -------------------- |
| Río Negro | Ingeniero Jacobacci    | 0          | 41° 20′ S, 69° 33′ O |
| Río Negro | Ojo de Agua            | 43,2       | 41° 33′ S, 69° 52′ O |
| Río Negro | Futa Ruín              |            | 41° 38′ S, 70° 01′ O |
| Río Negro | Mamuel Choique         |            | 41° 49′ S, 70° 15′ O |
| Río Negro | Aguada Tronco          |            | 41° 46′ S, 70° 22′ O |
| Río Negro | Río Chico - Cerro Mesa | 127,2      | 41° 42′ S, 70° 28′ O |
| Río Negro | Fitalancao             | 174,2      | 41° 42′ S, 70° 54′ O |
| Río Negro | Ñorquincó              | 201,1      | 41° 51′ S, 70° 54′ O |
| Chubut    | El Maitén              | 237,1      | 42° 02′ S, 71° 09′ O |
| Chubut    | Bruno J. Thomae        | 263,4      | 42° 13′ S, 71° 11′ O |
| Chubut    | Leleque                | 287,3      | 42° 24′ S, 71° 04′ O |
| Chubut    | Lepá                   | 310,2      | 42° 36′ S, 71° 01′ O |
| Chubut    | Mayoco                 | 334,2      | 42° 40′ S, 70° 59′ O |
| Chubut    | La Cancha              | 353,6      | 42° 47′ S, 70° 58′ O |
| Chubut    | Nahuel Pan             | 383,2      | 42° 53′ S, 71° 08′ O |
| Chubut    | Esquel                 | 402,1      | 42° 55′ S, 71° 20′ O |

## Création de la ligne
Le choix d'une voie aussi étroite correspondait à la délicate situation économique de l'après-guerre mondiale. À l'époque on pensait créer un grand réseau de voies étroites sur l'ensemble de la Patagonie, débouchant sur la ville portuaire de Puerto Madryn sur l'océan Atlantique. Des retards et des annulations pour motifs économiques ou climatiques amenèrent à modifier plusieurs fois le trajet, et finalement on ne construisit que ce qui est connu aujourd'hui comme La Trochita, ainsi qu'une autre section à voie étroite qui allait de Puerto Madryn à Alto Las Plumas, laissant inachevé l'union des deux tronçons. Cette dernière section (celle de Puerto Madryn) fut démantelée en 1961, durant la présidence d'Arturo Frondizi.
La construction démarra depuis la petite localité d'Ingeniero Jacobacci, par où passait déjà une ligne à voie étroite unissant San Carlos de Bariloche avec San Antonio Oeste -prolongée par après jusqu'à Viedma-. la première section de La Trochita fut terminée en 1935. En 1941, les voies arrivent à El Maitén, pour atteindre finalement la petite ville d'Esquel en 1945.

## Apogée de la ligne
À partir de ce moment et jusqu'en 1950, elle fonctionna exclusivement comme service marchandises qui transportait ces dernières depuis et vers les localités desservies.
En 1950 on inaugura le service passager, qui pendant trois décennies eut une intense activité. Il y eut jusqu'à trois missions quotidiennes.
Malgré son faible gabarit, son rôle était loin d'être marginal. Ainsi les matériaux nécessaires à la construction de l'imposante retenue hydroélectrique d'Amutui Quimei sur le Río Futaleufú furent transportés par La Trochita, preuve du rôle prépondérant que joua cette voie ferrée dans le développement de la région.

## La descente aux enfers
Les services continuèrent jusqu'à ce qu'on décidât la fermeture de la ligne en 1992, fermeture rendue effective en 1993. La même situation se retrouva sur la plupart des branches et des lignes de l'intérieur du pays, dont beaucoup se trouvaient déjà à l'état d'abandon.

## La résurrection actuelle
Face aux répercussions locales, nationales et même internationales du problème, et vu le caractère spécial de la ligne, les gouvernements du Chubut et du Río Negro prirent ensemble la charge de son exploitation afin d'assurer la continuité du service. Mais des conflits ultérieurs entre les deux provinces firent en sorte que le train cessa d'arriver régulièrement à Ingeniero Jacobacci, circulant à ce jour intégralement en territoire du Chubut.
Le trajet se limita donc au tronçon Esquel - El Maitén à raison d'une fois par semaine, puis d'une fois par mois, avant d'être finalement réduit au tronçon de 20 kilomètres entre Esquel et la petite station de Nahuel Pan. Le trajet vers El Maitén n'est plus fait qu'exceptionnellement notamment le jour de la Fête nationale du train à vapeur. La section est maintenue en état car les ateliers de réparation des locomotives se trouvent à El Maitén.
Luis Sepúlveda et Daniel Mordzinski rendent un hommage très appuyé à ce train et aux cheminots dans leur livre Dernières nouvelles du sud (Editions Métailié).
Raúl Argemí en fait le décor animé de son roman Patagonia Tchou Tchou ( Patagonia Chu Chu 2005, traduction de Jean-François Gérault éditée en 2010 et 2013 par Payot & Rivages ).